# Мголо Мбуш
Мголо Мбуш (Ґоло Бош) (*д/н — бл. 1650) — 3-й н'їм (володар) держави Куба в 1650 році.

## Життєпис
Був родичем н'їма Шиаам аМбулу, після смерті якого між 1640 і 1649 роками вступив у боротьбу за владу. Відсутність чітких відомостей про цей час на думку дослідників свідчить про запеклу боротьбу затрон Куби після смерті її засновника. Близько 1650 року Мголо Мбуш зумів стати новим володарем після смерті н'їма Бонго Ленге.
Проте протримався недовго, загинувши або померши того ж року. Владу спадкував його брат (за іншими відомостями — стриєчний брат Мбо Мбуш).